# Cenerentola II - Quando i sogni diventano realtà
Cenerentola II - Quando i sogni diventano realtà (Cinderella II: Dreams Come True) è un film d'animazione direct-to-video del 2002 diretto da John Kafka. È il sequel del Classico Disney Cenerentola.
Venne prodotto nel 2001 e distribuito negli Stati Uniti il 26 febbraio 2002. Venne seguito a sua volta da Cenerentola - Il gioco del destino. È composto da tre segmenti in cui Cenerentola organizza una festa, il topo Giac viene trasformato in un essere umano e vive come paggio di Cenerentola, e la sorellastra Anastasia raggiunge la sua redenzione attraverso l'innamoramento con un giovane panettiere, un uomo di bassa classe che Lady Tremaine e Genoveffa non approvano.
Con un costo di produzione stimato di 5 milioni di dollari, Cenerentola II - Quando i sogni diventano realtà fu il sequel animato della Walt Disney Pictures più venduto dell'anno, incassando circa 120 milioni di dollari in vendite di home video, ma il film stesso venne accolto da una reazione prevalentemente negativa dalla critica.

## Trama
Nel castello del regno, i topini amici di Cenerentola Gas e Giac corrono in una stanza dove la Fata Smemorina sta leggendo la storia di Cenerentola agli altri topi. Con loro grande disappunto, arrivano proprio quando la Fata Smemorina finisce di raccontare la storia. Con l'aiuto della fata, i topi cominciano a creare un nuovo libro per raccontare ciò che accade dopo il "per sempre felici e contenti", mettendo insieme tre segmenti di storie in un unico racconto.

### Episodi

#### Il primo giorno al castello
- Titolo originale: Aim to Please

Mentre il re e il Principe Azzurro sono via, Cenerentola è messa a capo dei banchetti e feste del palazzo. La principessa però si rende conto che non è soddisfatta del modo in cui sono gestiti di solito: infatti sono guidati da Prudence, la governante del castello una donna dal carattere particolarmente duro e spigoloso. Con l'aiuto dei suoi amici, Cenerentola riesce a convincere tutti nel palazzo che a tutti gli abitanti del regno dovrebbe essere permesso di partecipare al prossimo banchetto reale e che non tutto deve essere sempre uguale ai modi tradizionali, infatti alla fine il banchetto ha un enorme successo.
I topi aggiungono quella storia al libro mentre Giac ottiene un aiuto magico dalla Fata per aprire una bottiglia di inchiostro. Mentre commenta che non gli piace "quella bacchetta", Gas Gas gli ricorda del suo ultimo incontro con essa: cercando di impressionare Mary la sua fidanzata, Giac permette alla Fata di raccontare la storia.

#### La festa di primavera
- Titolo originale: Tall Tail

Giac pensa di essere troppo piccolo per aiutare Cenerentola a palazzo come faceva nel primo film, la Fata Smemorina appare per aiutarlo e lo trasforma in un essere umano, così che possa dare una mano come tutti gli altri. Tutto questo però non ferma Pom Pom, la gatta snob e antipatica del palazzo diventata da poco la nuova nemica dei topi dall'inseguire Giac, il quale viene chiamato "Sir Hugo" dopo aver tossito nel tentativo di rivelare a Cenerentola la sua identità. In seguito dopo aver fermato un elefante fuori controllo alla festa di primavera salvadola, Giac impara a essere felice per quello che è.
Dopo la storia uno dei topi fa finire della polvere magica sugli strumenti da disegno, facendoli animare. Essi però cominciano a danneggiare il libro quasi completato, finché la Fata mette fine alla magia. Mentre i topi rimediano al pasticcio, si ricordano di aver visto di peggio e infatti Giac gli racconta di quando Anastasia si innamorò.

#### Anastasia innamorata
- Titolo originale: An Uncommon Romance

Anastasia, la sorellastra di Cenerentola, si innamora di un gentile e comune panettiere che però non piace alla madre, Lady Tremaine e alla sorella maggiore Genoveffa: infatti vogliono che Anastasia sposi un uomo ricco, e perciò la costringono a dimenticare il panettiere e sostengono che tutto nella bottega del fornaio è inferiore; ma Anastasia ignora l'ammonimento della madre. Nel frattempo però Lucifero ricomincia a dare la caccia ai topi di Cenerentola, e Anastasia viene calciata da un cavallo quando lei e il fornaio si incontrano ed è mortificata quando si schianta contro il negozio. Per fortuna, Cenerentola scopre i sentimenti di Anastasia e cerca di farla fidanzare con il panettiere. Durante questo evento, Lucifero entra nel palazzo continuando ad inseguire i topi di Cenerentola, salvo poi innamorarsi perdutamente di Pom Pom, ma senza venire ricambiato. A questo punto, i topi decidono di aiutare il loro vecchio nemico a far innamorare Pom Pom di lui in cambio di smettere di dare loro la caccia. Ma quando Lucifero e Pom Pom si mettono insieme, la gatta convince Lucifero a rompere la sua promessa aiutandola a catturare i topi. Nel successivo inseguimento, i topi fanno cadere un secchio d'acqua su Pom Pom, e lei lascia Lucifero indispettita. Il fornaio nel frattempo invita Anastasia al prossimo ballo, cosa che la madre e Genoveffa disapprovano, ma alla fine Anastasia rimane con il fornaio e si fidanza con lui. Anastasia ringranzia Cenerentola per averla aiutata a realizzare il suo sogno e di essere finalmente felice.

### Epilogo
I topi terminano finalmente il loro libro, subito cominciano a cantare una ripresa di "Bibbidi-Bobbidi-Bu", mentre cercano Cenerentola nel tentativo di darle il libro. Quando la raggiungono lei suggerisce di leggerlo tutti insieme e così i topi, Cenerentola e la Fata Smemorina si riuniscono davanti al fuoco a leggere il libro.

## Doppiaggio
| Personaggio            | Doppiatore originale      | Doppiatore italiano                                   |
| ---------------------- | ------------------------- | ----------------------------------------------------- |
| Cenerentola            | Jennifer Hale             | Monica Ward (voce) Renata Fusco (canto)               |
| Principe               | Christopher Daniel Barnes | Francesco Bulckaen                                    |
| Gas Gas                | Corey Burton              | Roberto Stocchi                                       |
| Giac                   | Rob Paulsen               | Luca Dal Fabbro                                       |
| Fata Smemorina         | Russi Taylor              | Alina Moradei (voce) Maria Cristina Brancucci (canto) |
| Re                     | Andre Stojka              | Bruno Alessandro                                      |
| Prudence               | Holland Taylor            | Antonella Rendina                                     |
| Granduca Monocolao     | Rob Paulsen               | Ambrogio Colombo                                      |
| Matrigna Lady Tremaine | Susanne Blakeslee         | Angiolina Quinterno                                   |
| Anastasia              | Tress MacNeille           | Tatiana Dessi                                         |
| Genoveffa              | Russi Taylor              | Emanuela Baroni                                       |
| Mary                   | Russi Taylor              | Paola Valentini                                       |
| Fornaio                | Rob Paulsen               | Marco De Risi                                         |
| Beatrice               | Russi Taylor              | Cristina Noci                                         |
| Daphne                 | Russi Taylor              | Ilaria Giorgino                                       |
| Contessa Le Grande     | Russi Taylor              | Franca Lumachi                                        |
| Bert                   | Rob Paulsen               |                                                       |
| Fioraio                | Rob Paulsen               |                                                       |
| Pom Pom                | Frank Welker              |                                                       |
| Lucifero               | Frank Welker              |                                                       |
| Tobia                  | Frank Welker              |                                                       |
| Bella donna            | Tress MacNeille           |                                                       |

## Distribuzione

### Edizione italiana
L'edizione italiana del film venne curata dalla Disney Character Voices International. Il doppiaggio, eseguito dalla Royfilm, venne diretto da Leslie La Penna, e i dialoghi sono di Manuela Marianetti. La parte musicale del film è a cura di Ermavilo. Nessuno dei doppiatori delle due edizioni del primo film riprende il proprio ruolo, ma Maria Cristina Brancucci, che nel ridoppiaggio di Cenerentola interpretava le parti cantate della protagonista, qui interpreta quelle della Fata Smemorina. Monica Ward e Alina Moradei avevano già doppiato i loro personaggi nella serie TV House of Mouse - Il Topoclub.

## Colonna sonora
Nel film sono contenute tre canzoni principali eseguite da Brooke Allison, una per ogni episodio, cantate per la versione inglese da Allison e per quella italiana da Renata Fusco.
- Vola più in alto (Follow Your Heart), contenuta nel primo episodio.
- Il mondo ti sorriderà (The World Is Looking Up to You), contenuta nel secondo episodio.
- Quello che conta (It's What's Inside That Counts), contenuta nel terzo episodio.

Tutte le canzoni sono state incluse nella compilation Disney's Princess Favorites, che è stata distribuita poco prima dell'uscita del film. Una canzone, Put It Together (Bibbidi Bobbidi Boo), è stata inclusa anche nella compilation Superstar Hits, che è stata distribuita poco dopo il film.

## Accoglienza

### Incassi
Il film è stato un successo di vendite (superando la soglia dei 120 milioni di dollari).

### Critica
La ricezione critica fu prevalentemente negativa. Molti critici convennero che sembrava un'unione di resti di una serie televisiva respinta (analogamente a Il mondo incantato di Belle e Atlantis - Il ritorno di Milo). È attualmente titolare dell'11% di consensi da parte dei critici interpellati da Rotten Tomatoes.

## Edizioni home video

### VHS
La prima e unica edizione VHS del film uscì in Italia il 17 aprile 2002, insieme alla prima edizione DVD.

### DVD
La prima edizione DVD uscì il 17 aprile 2002, insieme all'edizione della VHS. La seconda edizione DVD uscì il 16 novembre 2005. Si tratta di un'edizione speciale uscita in occasione della Platinum Edition a un disco di Cenerentola, e distribuita anche insieme a quest'ultima.
La terza edizione DVD è uscita il 12 settembre 2012, insieme alla prima edizione BD. Il DVD è disponibile anche in un cofanetto con gli altri film della trilogia.

### Blu-ray
La prima edizione BD del film è uscita in Italia il 12 settembre 2012. Il BD, disponibile solo in un cofanetto con la Diamond Edition di Cenerentola, contiene entrambi i sequel.